# Nerf cutané latéral et inférieur du bras
Le nerf cutané latéral et inférieur du bras est un nerf sensitif du bras.
Il nait du nerf radial et innerve la face inférieure latérale du bras.